# Davik
Davik este o arie protejată (arie specială de conservare — SAC, sit de importanță comunitară — SCI) din Suedia întinsă pe o suprafață de 63,5 ha, integral pe uscat.

## Localizare
Centrul sitului Davik este situat la coordonatele 58°55′25″N 17°06′41″E / 58.9236°N 17.1115°E.

## Înființare
Situl Davik a fost declarat sit de importanță comunitară în ianuarie 1998 pentru a proteja un număr necunoscut de specii din flora spontană și fauna sălbatică aflate în arealul zonei. Situl a fost protejat și ca arie specială de conservare în martie 2011.

## Biodiversitate
Situată în ecoregiunea boreală, aria protejată conține 4 habitate naturale: Păduri caducifoliate de mlaștină fino-scandinave, Pajiști fino-scandinave uscate până la mezice, bogate în specii de altitudine mică, Lacuri eutrofice naturale cu vegetație de tip Magnopotamion sau Hydrocharition, Pajiști cu Molinia pe soluri calcaroase, turboase sau argilos-nămoloase (Molinion caeruleae).
La baza desemnării sitului se află un număr nedeclarat de specii protejate.